# Sleutel-op-de-deur
Sleutel-op-de-deur, sleutelklaar of turnkey is een concept waarbij een enkel bedrijf het projectmanagement op zich neemt en ervoor zorgt dat het geheel gebruiksklaar wordt opgeleverd. De term wordt frequent gebruikt bij nieuwbouw, maar wordt eveneens toegepast in andere projectomgevingen zoals de softwaresector.
Het wordt toegepast bij grote industriële complexen, infrastructuur en bij woningbouw. Hierbij worden individuele werken vaak uitbesteed aan onderaannemers, waarbij de hoofdaannemer wel het aanspreekpunt en de hoofdverantwoordelijke blijft. In Nederland wordt veelal gesproken van sleutelklaar bouwen, een term die in Vlaanderen wel voorkomt, maar minder gangbaar is.

## Sleutel-op-de-deur-woning
Als een woning wordt gebouwd volgens de sleutelklaar formule, neemt een firma het hele bouwproces voor zijn rekening. Hoewel het gros van de werken standaard inbegrepen is, verschilt het pakket op het gebied van afwerking toch sterk van firma tot firma.
De volgende werken worden gewoonlijk standaard uitgevoerd in het geval van een sleutel-op-de-deur-woning:
- Grondwerken
- Metselwerken
- Dakwerken
- Plaatsen buitenschrijnwerk
- Elektriciteitswerken
- Plaatsen sanitair
- Pleisterwerken
- Vloerwerken
- Tegelwerken
- Plaatsen binnenschrijnwerk

Sommige bedrijven laten wel toe dat klanten enkele werken zelf uitvoeren indien zij dit wensen.
Verder hangt het van de firma af of bijvoorbeeld de keuken, de ingenieursstudie en de buitenafwerking al dan niet door hen uitgevoerd worden. Sommige sleutel-op-de-deur-firma's werken met een eigen architect, andere laten een onafhankelijke architect van de klant toe.

## Voor- en nadelen
In vergelijking met zelf bouwen of bouwen via een architect (waarbij de architect de werken en de aannemers coördineert), heeft het sleutelklaar concept een aantal duidelijke voor- en nadelen.

### Voordelen
- Eén aanspreekpunt: de bouwfirma coördineert alles en er is slechts één aanspreekpunt voor een specifiek bouwproject. De bouwer moet niet zelf op zoek naar verschillende aannemers en moet ook niet apart met hen communiceren.
- De totaalprijs en de uitvoeringstermijn zijn op voorhand gekend: zowel de totaalprijs als de uitvoeringstermijn worden contractueel vastgelegd vóór aanvang van de werken.
- Beperkte tijdsinvestering van de bouwer/koper: Werkende mensen hebben vaak weinig tijd om zich bezig te houden met hun bouwproject. Een sleutel-op-de-deur firma neemt een groot deel van het werk over. De bouwer/koper moet wel nog steeds zijn materiaalkeuzes zelf maken.

### Nadelen
- Prijs: Het bouwbedrijf neemt een bepaalde marge ter compensatie van het werk dat het doet en de garanties die het biedt. Vele bouwbedrijven compenseren dit door de kortingen die ze verkrijgen door de grotere aankoopvolumes. Toch blijft het veruit de goedkoopste oplossing om als bouwer zelf alles te plannen, coördineren en op te volgen.
- Lastenboek: elk bouwbedrijf legt een aantal beperkingen op in zijn lastenboek qua werkmethodes. Het betreft vaak een aantal technische keuzes, eerder dan afwerkingen. Zo zal een bedrijf dat traditionele woningen bouwt (ter plaatse op de werf gemetst) geen houtskeletwoning bouwen en omgekeerd.
- Snellere afbetaling: sommige bouwers kiezen er bewust voor om het bouwproces te spreiden over enkele jaren om de kosten te spreiden. Met een sleutel-op-de-deur firma is dit niet mogelijk.

## België
Exacte cijfers over de verdeling van de nieuwbouwmarkt bestaan er niet. Er wordt van uitgegaan dat binnen de markt van eengezinswoningen 30 à 40% van de woningen met een bouwfirma gebouwd wordt, meestal volgens het sleutel-op-de-deur principe. 
Enerzijds is er de trend in de richting van betaalbaar wonen, aangestuurd door de moeilijke economische situatie; anderzijds is er de trend in de richting van performantere woningen op het vlak van energieverbruik. Deze twee trends verhogen de complexiteit op de markt en lijken te leiden tot een gestage groei van het aandeel sleutel-op-de-deur woningen binnen de nieuwbouwmarkt.

### De wet Breyne
Op het sleutel-op-de-deur-concept is in België de Wet Breyne van toepassing. Deze biedt de bouwer van een sleutel-op-de-deur-woning, maar ook de koper van een huis op plan, juridische bescherming op verschillende vlakken. De voordelen en garanties voor de koper/bouwer zijn onder andere:
- een voorschot van maximaal 5% van de prijs van de reeds uitgevoerde werken;
- strikte betalingsmodaliteiten: het saldo is opeisbaar in gedeelten die niet hoger mogen liggen dan de prijs van de reeds uitgevoerde werken;
- een vooraf vastgelegde totaalprijs;
- de oplevering gebeurt verplicht in twee fasen: een voorlopige en een definitieve, waar minimum een jaar tussen moet liggen;
- een verplichte waarborg die kan gaan tot 100%;
- strenge aansprakelijkheidsregels: de verkoper is niet alleen aansprakelijk wegens verborgen gebreken, ook de tienjarige aansprakelijkheid voor zware, zelfs zichtbare gebreken, rust op hem.

### Advies-/coördinatieovereenkomsten
De wet Breyne is niet van toepassing voor wie verschillende aannemers contracteert. Om deze reden leggen almaar meer bouwpromotoren en bouwcoördinatoren (die zich soms zelfs eerst voordoen als sleutel-op-de-deur-firma) de bouwheer een algemeen contract voor, waarin wordt overeengekomen dat de promotor of coördinator zelf niet het werk levert, maar louter optreedt als adviesbureau en/of coördinatiebureau. De bouwheer wordt daarbij verplicht om zelf rechtstreeks te contracteren met de onderaannemers die de promotor of coördinator aanbrengt. De bedoeling van deze contractuele constructie is veelal de rechten van de consument in te perken en de aansprakelijkheid van de promotor of coördinator te beperken. Heel wat bouwpromotoren en -coördinatoren zijn van mening dat de wet Breyne niet van toepassing zou zijn op zulke coördinatieovereenkomsten, maar de rechtspraak veroordeelt deze constructies en stelt dat hierop wel degelijk de wet Breyne toepasselijk is.